# Natasha Rothwell
Natasha Rothwell (Wichita, 18 ottobre 1980) è un'attrice, sceneggiatrice e doppiatrice statunitense, nota principalmente per aver interpretata Rachel nella serie cinematografica live-action di Sonic the Hedgehog (Sonic - Il film, Sonic 2 - Il film, e Sonic 3 - Il film).

## Biografia
Attiva in campo televisivo e cinematografico, Natasha Rothwell è nota soprattutto per aver interpretato e co-scritto la serie televisiva Insecure, per cui ha ricevuto una candidatura al Premio Emmy e vinto il Black Reel Award alla miglior serie commedia nel 2020.
Nel 2021 ha interpretato Belinda nella serie HBO The White Lotus. Nel 2022 è stata candidata al Primetime Emmy Award per la miglior attrice non protagonista in una miniserie, serie antologica o film per la televisione per il suo ruolo nella serie. Nell'aprile 2023 è stato annunciato che Rothwell avrebbe ripreso ad impersonare Belinda nella terza stagione, ottenendo un altra candidatura agli Emmy come migliore attrice non protagonista in una serie drammatica.
Nel 2024 è l'ideatrice, sceneggiatrice e protagonista della serie commedia Manuale per morire da sola di ABC Signature e pubblicata da Hulu.

## Filmografia

### Attrice

#### Cinema
- A Year and Change, regia di Stephen Suettinger (2015)
- Tuo, Simon (Love, Simon), regia di Greg Berlanti (2018)
- Wyrm, regia di Christopher Winterbauer (2019)
- Amiche in affari (Like a Boss), regia di Miguel Arteta (2020)
- Sonic - Il film (Sonic the Hedgehog), regia di Jeff Fowler (2020)
- Wonder Woman 1984, regia di Patty Jenkins (2020)
- Sonic - Il film 2 (Sonic the Hedgehog 2), regia di Jeff Fowler (2022)
- Wonka, regia di Paul King (2023)
- Sonic - Il film 3 (Sonic the Hedgehog 3), regia di Jeff Fowler (2024)

#### Televisione
- UCB Comedy Originals - programma TV, 22 episodi (2013-2014)
- Royal Pains - serie TV, episodio 6x01 (2014)
- Snarky Sidekick - serie TV, episodio 1x01 (2015)
- Clech and Release - serie TV, episodio 2x02 (2015)
- Improvising, regia di Micah Sherman - film TV (2015)
- The Characters - serie TV, episodio 1x05 (2016)
- Search Party - serie TV, episodio 1x01 (2016)
- Insecure - serie TV, 32 episodi (2016-2021)
- Brooklyn Nine-Nine - serie TV, episodio 5x20 (2018)
- A Black Lady Sketch Show - serie TV, episodi 1x04-1x06 (2019)
- Love, Victor - serie TV, episodio 1x01 (2020)
- The White Lotus - serie TV, 14 episodi (2021-2025)
- Manuale per morire da sola (How to Die Alone) - serie TV, 8 episodi (2024)

#### Cortometraggi
- Amy Porter, regia di Tom Levin (2015)

### Doppiatrice
- BoJack Horseman - serie TV, 1 episodio (2017)
- Verme del futuro (Future-Worm!) - serie TV, 2 episodi (2017)
- DuckTales - serie TV, 6 episodi (2018-2020)
- Marco e Star contro le forze del male (Star vs. the Forces of Evil) - serie TV, 2 episodi (2019)
- Tuca & Bertie - serie TV, 2 episodi (2019)
- Bob's Burgers - serie TV, episodio 10x08 (2019)
- Baby Shark's Big Show! - serie TV, 30 episodi (2020-in corso)
- I Simpson (The Simpsons) - serie TV, 1 episodio (2021)
- Archer - serie TV, 3 episodi (2021)
- Tuca & Bertie - serie TV, 3 episodi (2021-2022)
- American Dad! - serie TV, 3 episodi (2021-2022)
- The Ghost and Molly McGee - serie TV, episodio 1x18 (2022)
- Aqua Teen Forever: Plantasm, regia di Matt Maiellaro e Dave Willis (2022)

### Regista
- Insecure - serie TV, episodio 5x06 (2021)

### Sceneggiatrice
- Saturday Night Live - programma TV, 21 episodi (2014-2015)
- The Characters - serie TV, episodio 1x05 (2016)
- Insecure - serie TV, 17 episodi (2016-2020)

### Produttrice
- The Characters - serie TV, episodio 1x05 (2016)
- Insecure - serie TV, 28 episodi (2018-2021)

## Riconoscimenti
- Premio Emmy
  - 2020 - Candidatura alla miglior serie commedia per Insecure
  - 2022 - Candidatura alla miglior attrice non protagonista in una miniserie o film TV per The White Lotus
  - 2025 – Candidatura alla miglior attrice non protagonista in una serie drammatica per The White Lotus
- Black Reel Awards
  - 2019 - Candidatura alla miglior sceneggiatura in una serie commedia per Insecure
  - 2019 - Candidatura alla miglior attrice non protagonista in una serie commedia per Insecure
  - 2020 - Miglior serie commedia per Insecure
  - 2020 - Candidatura alla miglior sceneggiatura in una serie commedia per Insecure
  - 2020 - Candidatura alla miglior attrice non protagonista in una serie commedia per Insecure
  - 2022 - Candidatura alla miglior attrice non protagonista in una serie commedia per Insecure
  - 2022 - Candidatura alla miglior attrice non protagonista in una miniserie o film per The White Lotus
- NAACP Image Award
  - 2019 - Candidatura alla miglior attrice non protagonista in una serie commedia per Insecure
  - 2021 - Candidatura alla miglior attrice non protagonista in una serie commedia per Insecure
  - 2022 - Miglior attrice non protagonista in una serie commedia per Insecure
  - 2022 - Candidatura alla miglior attrice non protagonista in una miniserie o film per The White Lotus

## Doppiatrici italiane
Nelle versioni in italiano delle opere in cui ha recitato, Natasha Rothwell è stata doppiata da:
- Angela Brusa in Sonic - Il film, Sonic - Il film 2, Sonic - Il film 3
- Daniela Abbruzzese in Tuo, Simon, Love, Victor
- Erica Necci in The White Lotus
- Marta Filippi in Wonka
- Letizia Ciampa in Insecure

Da doppiatrice è sostituita da:
- Barbara Berengo Gardin in DuckTales
- Renata Bertolas in Baby Shark's Big Show!
- Beatrice Caggiula in Wish (Sakina - voce)
- Claudia Paganelli in Wish (Sakina - canto)